# سوپر کریزی
سوپر کریزی (انگلیسی: Super Crazy؛ زادهٔ ۳ دسامبر ۱۹۷۳) کشتی‌گیر کشتی حرفه‌ای اهل مکزیک است.